# Radnja Donja
Radnja Donja (szerbül: Радња Доња), település Bosznia-Hercegovinában, a Szerb Köztársaság északi régiójában Stanari községben. 

## Fekvése
A település Bosznia-Hercegovina északi részén, Dobojtól légvonalban 19, közúton 27 km-re délnyugatra, községközpontjától légvonalban  5, közúton 7 km-re délre, a Mali Krnjin régióban, a Radnja-folyó mentén és a tőle délre fekvő dombokon,  220-325 méteres magasságban található.

## Népessége
| Nemzetiségi csoport | Népesség 1991 | Népesség 2013 |
| ------------------- | ------------- | ------------- |
| Szerb               | 557           | 379           |
| Bosnyák             | 0             | 0             |
| Horvát              | 0             | 0             |
| Jugoszláv           | 11            | 0             |
| Egyéb               | 4             | 0             |
| Összesen            | 572           | 379           |

## Története
A település 1878-ig tartozott az Oszmán Birodalomhoz, ekkor a berlini kongresszus határozata alapján az Osztrák-Magyar Monarchia része lett. 1879-ben az első osztrák-magyar népszámlálás során a Tešanji járáshoz és Stanari községhez tartozó településnek 18 háztartása és 176 ortodox lakosa volt. 1910-ben a Tesanji járáshoz tartozó településen 23 háztartást és 227 ortodox lakost találtak. A monarchia szétesésével 1918-ban előbb a Szerb-Horvát-Szlovén Királyság, majd 1929-től a Jugoszláv Királyság része lett. Az 1929-es törvény értelmében, amikor Bosznia-Hercegovinát négy banovinára, Drinskára, Vrbaskára, Zetskára és Primorskára osztották, a település a Vrbaska banovina része lett, amelynek székhelye Banja Luka volt.
A második világháborúban Jugoszlávia megszállása után a Független Horvát Állam (NDH) része lett. A második világháború után 1992-ig a település a szocialista Jugoszlávia keretében a Bosznia-Hercegovinai Népköztársaság része volt. A boszniai háborút lezáró daytoni békeszerződés rendelkezése alapján az ország területét felosztották a Bosznia-hercegovinai Föderáció és a boszniai Szerb Köztársaság között. A háború utáni területmegosztáskor a Szerb Köztársaság területéhez csatolták.

## Nevezetességei
- Kamenje na Vijencu – középkori temető martadványai a Radnja-folyó feletti alacsony magaslaton, egy törötten fennmaradt és egy oromzatos kialakítású sírkővel.[5] A stećakok egykori nagy nekropolisz részét képezték. Maga a lelőhely egy hosszúkás dombgerincen fekszik. Ma azonban csak egy nagy oromzatos darab maradt meg ezen a helyen, valamint egy másik törött stećak töredékei. Ezt a nekropoliszt a doboji Nemzeti Múzeum kurátora, Branko Belić dokumentálta 1960-ban, amelyben le is fényképezte ezt a stećakot.[6]

- Szent Konstantin császár és Ilona császárné tiszteletére szentelt ortodox temetőkápolnája.